# Palheiro do Mar
Palheiro do Mar es un islote en aguas del océano Atlántico al noroeste de la isla Salvaje Grande (en portugués: Selvagem Grande), en las islas Salvajes (ilhas Selvagens). Están incluidas en la Región autónoma de Madeira, territorio insular de Portugal, y son reclamadas por España.